# Ride the Tiger
Ride the Tiger è il primo album discografico degli Yo La Tengo, pubblicato negli USA nel 1986.

## Descrizione
Il disco è stato registrato a Boston tra il dicembre 1985 ed il gennaio 1986.
Venne pubblicat negli USA nel 1986 dalla Coyote Records e, l'anno successivo, anche nel Regno Unito dalla Shigaku Presents.
Nel 1993 venne ripubblicato in Germania dalla City Slang e nel 1996 negli USA dalla Matador Records con l'aggiunta di quattro brani, due provenienti dal primo singolo, The River of Water/A House Is Not a Motel e altri due registrati dal vivo su cassetta nell'aprile 86 e  fino ad allora inediti, Crispy Duck di Ira Kaplan e Closing Time scritto da Sammy Walker.

## Tracce
1. The Cone of Silence – 2:49 (Ira Kaplan)
2. Big Sky (Cover del brano dei The Kinks) – 2:46 (Ray Davies)
3. The Evil That Men Do – 4:11 (Ira Kaplan)
4. The Forest Green – 3:23 (Ira Kaplan, Georgia Hubley e Wolf Knapp)
5. The Pain of Pain – 5:35 (Ira Kaplan)
6. The Way Some People Die – 3:37 (Dave Schramm)
7. The Empty Pool – 2:21 (Dave Weckerman)
8. Alrock's Bells – 4:08 (Ira Kaplan)
9. Five Years – 3:45 (Tony Rubin e Dave Schramm)
10. Screaming Dead Balloons – 3:17 (Ira Kaplan)
11. Living in the Country – 2:14 (Pete Seeger)

## Formazione
- Ira Kaplan: voce e chitarra
- Mike Lewis: basso
- Georgia Hubley: batteria
- Dave Schramm: voce e chitarra